# 제53회 NHK 홍백가합전
《제53회 NHK 홍백가합전》(일본어: 第53回NHK紅白歌合戦 다이고쥬산카이에누에이치케이코하쿠우타갓센[*])는 2002년 12월 31일에 방송된 통산 53회째인 NHK 홍백가합전이다.

## 소개
나카지마 미유키가 구로베 댐에서 〈프로젝트 X ~도전자들~〉의 주제가를 불러 주목을 받았다.

## 사회자
- 종합사회 - 미야케 타미오 아나운서
- 홍조(紅組) - 우도 유미코 아나운서
- 백조(白組) - 아베 와타루 아나운서
- 홍조(紅組) 서포터 대표 - 타카노 시호
- 백조(白組) 서포터 대표 - 오자와 유키요시
- 심사원 리포터 - 젠바 타카코, 타카야마 테츠야 아나운서
- 라디오 중계 - 오노 후미에, 타카이치 요시아키 아나운서

## 심사원
- 아사쇼류 아키노리 : 2002년 나고야혼바쇼에서 좋은 성적을 얻어서 오오제키로 승급.
- 요네쿠라 료코 : 2002년 NHK 대하드라마 『무사시 MUSASHI』에서 오츠 역.
- 이치카와 에비조 (11대) : 『무사시 MUSASHI』에서 주인공 미야모토 무사시 역.
- 오가와 사와코 : 2002년 NHK 요루도라(밤 드라마) 『お見合い放浪記』 작가.
- 미야모토 쓰네야스 : 2002년 FIFA 월드컵에서 주장으로서 일본 축구 국가대표팀을 16강으로 이끈 선수.
- 나카마 유키에 : 『무사시 MUSASHI』에서 '야에', '코토'로 1인 2역.
- 다카하시 요시노부 : 2002년 선수회장으로서 요미우리 자이언츠를 센트럴 리그와 2002년 일본 시리즈를 우승으로 이끈 외야수.
- 온다 요시에 : 2002년 NHK배 국제피겨스케이팅경기대회에서 여자 싱글로 우승.
- 미츠와키 이와고 : 2003년 방송할 『大自然スペシャル 動物カメラマン 野生へのまなざし 氷原の王者ホッキョクグマに迫る』에 출연한 사진작가.
- 키시 케이코 : 2003년 상반기 연속 TV 소설 『こころ』에서 키요노 이즈미역.

## 출장가수
진한 글씨는 그 해 첫 출장을 나타냄.

괄호 안의 숫자는 출장횟수를 나타냄.

### 1부
- 아카구미(紅組) :
  - 후지모토 미키 (1) 〈ロマンティック 浮かれモード〉
  - 보아 (1) 〈VALENTI〉
  - ZONE (2) 〈夢ノカケラ…〉
  - 다가와 도시미 (4) 〈女人高野〉
  - 후지 아야코 (11) 〈流氷恋唄〉
  - 마츠우라 아야 (2) 〈Yeah! めっちゃホリディ〉
  - 카하라 토모미 (4) 〈あきらめましょう〉
  - 히토미 (2) 〈SAMURAI DRIVE〉
  - 스즈키 노리에 (1) 〈私のおとうさん〉
  - 모닝구무스메 (5) 〈ここにいるぜぇ! そうだ! We're ALIVE 2002 Ver.〉
  - 나가야마 요코 (9) 〈めぐり逢い〉
  - 코야나기 유키 (3) 〈Lovin' you〉
  - 나카무라 미츠코 (10) 〈河内おとこ節〉
- 시로구미(白組) :
  - w-inds. (1) 〈NEW PARADISE〉
  - RAG FAIR (1) 〈恋のマイレージ〉
  - 킨모쿠세이 (1) 〈二人のアカボシ〉
  - 야마모토 조지 (11) 〈おまえと生きる〉
  - 호리우치 타카오 (14) 〈かくれんぼ〉
  - TOKIO (9) 〈花唄〉
  - KICK THE CAN CREW (1) 〈マルシェ〉
  - DA PUMP (5) 〈RAIN OF PAIN〉
  - 존 켄 누조 (1) 〈マリア〉
  - GACKT (2) 〈12月のLove song〉
  - 토바 이치로 (15) 〈海よ 海よ〉
  - BEGIN (1) 〈島人ぬ宝〉
  - 모리 신이치 (35) 〈運河〉

### 2부
- 아카구미(紅組) :
  - 시마타니 히토미 (1) 〈亜麻色の髪の乙女〉
  - 하마사키 아유미 (4) 〈Voyage〉
  - 나쓰카와 리미 (1) 〈涙そうそう〉
  - Every Little Thing (6) 〈UNSPEAKABLE〉
  - 가와나카 미유키 (15) 〈貴船の宿〉
  - 고바야시 사치코 (24) 〈雪泣夜〉
  - 나카모리 아키나 (7) 〈飾りじゃないのよ涙は〉
  - 아무로 나미에 (8) 〈Wishing On The Same Star〉
  - 나카시마 미카 (1) 〈WILL〉
  - 나카지마 미유키 (1) 〈地上の星〉
  - 코자이 카오리 (11) 〈津軽じょんから節〉
  - 와다 아키코 (26) 〈抱擁〉
  - 덴도 요시미 (7) 〈あんたの花道〉
  - 이시카와 사유리 (25) 〈天城越え〉

- 시로구미(白組) :
  - 히카와 키요시 (3) 〈きよしのズンドコ節〉
  - 포르노그라피티 (2) 〈Mugen〉
  - 고스페라즈 (2) 〈星屑の街〉
  - 알프레도 카세로 (1)·더 붐 (2) 〈島唄〉
  - 마에카와 키요시 (12) 〈ひまわり〉
  - 미카와 켄이치 (19) 〈湯沢の女〉
  - 히라이 켄 (2) 〈大きな古時計〉
  - CHEMISTRY (2) 〈My Gift to You〉
  - SMAP (11) 〈freebird '02～夜空ノムコウ～〉
  - 타니무라 신지 (15) 〈昴－すばる－〉
  - 호소카와 타카시 (28) 〈津軽山唄〉
  - 사다 마사시 (14) 〈精霊流し〉
  - 키타지마 사부로 (39) 〈帰ろかな〉
  - 이츠키 히로시 (32) 〈おふくろの子守歌〉